# 傑夫·琳恩
傑弗里·琳恩，OBE（英語：Jeffrey Lynne，1947年12月30日—）為英國作曲者、歌手、音樂製作人、多樂器演奏家以及搖滾樂團電光交響樂團（ELO）的創始成員。1972年，在樂團成立的第二年，他接管了領導層，並由他接下來領導了幾乎所有作品的創作、編曲和製作。1988年，傑夫·琳恩和乔治·哈里森、鲍勃·迪伦、羅伊·奧比森、湯姆·佩蒂組成超級樂團Traveling Wilburys，並以Otis Wilbury與Clayton Wilbury作為在團的藝名。
在ELO於1986年解散後，琳恩發行了兩張個人專輯：《Armchair Theatre》（1990）和《Long Wave》（2012）。另外，他開始參與各種音樂製作，他與前披頭四成員的合作讓他參與了他們製作披頭四精選輯專輯中的重聚單曲〈Free as a Bird〉（1995）和〈Real Love〉（1996）。
2014年，琳恩改組ELO並重新開始巡演，同年他在家鄉的伯明翰星光大道上獲得了一顆星，隔年他也在好萊塢星光大道上獲得了一顆星。2017年，琳恩作為ELO的成員入選搖滾名人堂。